# Brockhaus Enzyklopädie
Pour les articles homonymes, voir Brockhaus.
La Brockhaus Enzyklopädie est une encyclopédie de langue allemande.
Cette encyclopédie a été publiée pour la première fois par Renatus Gotthelf Löbel sous le nom de Conversations-Lexikon mit vorzüglicher Rücksicht auf die gegenwärtigen Zeiten (Encyclopédie avec un intérêt particulier pour le temps présent) entre 1796 et 1808. Friedrich Arnold Brockhaus rachète les droits de cette publication. Elle lui servira de base à l'édition de l'encyclopédie Brockhaus, dont la première parution date de 1808 et qui continue jusqu'à ce jour à être publiée. Cependant l'édition papier ne paraît plus à partir de 2009.
La 21e édition contient environ 300 000 entrées sur 24 000 pages, avec environ 35 000 cartes, graphiques et tables. Une encyclopédie multimédia numérique basée sur la Brockhaus Enzyklopädie est consultable sous le nom de Brockhaus Multimedial Premium.
En décembre 2007, le magazine allemand Stern publie le résultat d'une étude comparative, portant sur une cinquantaine d'articles, entre Wikipédia en allemand et la version en ligne de Brockhaus Enzyklopädie commandité par l'institut de recherche Wind GmbH. Les experts ont jugé les articles de Wikipédia comme étant dans l'ensemble plus exacts et plus précis (1,6 sur une échelle de 1 à 6, contre 2,3 pour Brockhaus, avec 1 comme meilleure note possible, et 6 comme plus basse note) ; mais Brockhaus a été jugé comme écrite plus clairement, avec une complexité inutile de Wikipédia pour un lecteur non spécialiste du sujet,,,.

## Éditions

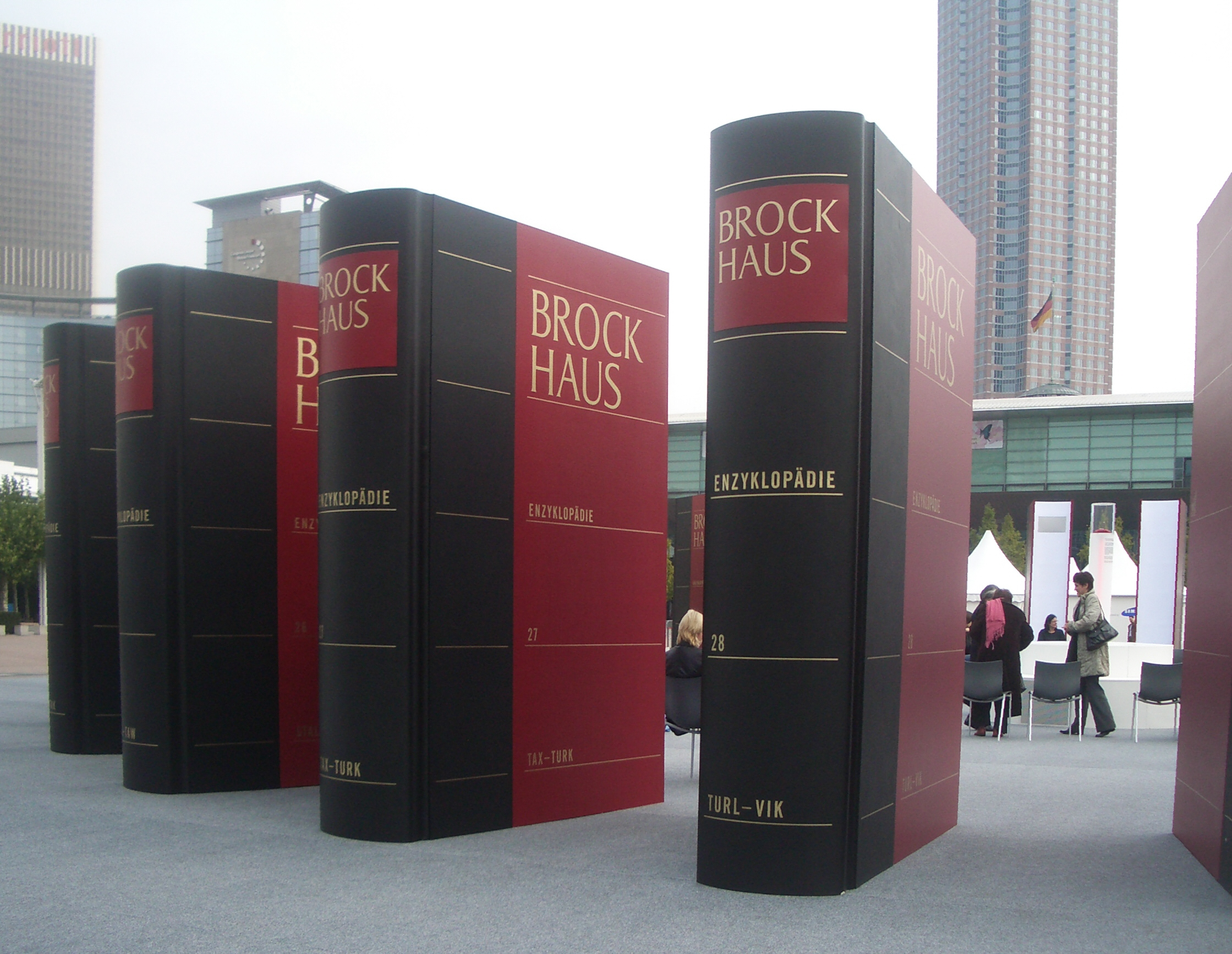
Publicité pour l'édition de 2005

- 1e (1809) "Conversationslexicon mit vorzüglicher...", 6 volumes
- 2e (1812-1819) "Conversations-Lexikon...", 6 volumes plus deux suppléments
- 3e (1814-1819) "Conversations-Lexicon...“, 10 volumes
- 4e (1817-1819) "Hand-Enzyclopädie“, 10 volumes
- 5e (1820) "Real-Encyclopädie“, 10 volumes
- 6e (1824) "Real-Encyclopädie“, 10 volumes
- 7e (1830) "Real-Encyclopädie“, 12 volumes
- 8e (1833-1837) "Real-Encyclopädie“, 12 volumes
- 9e (1843-1848) "Real-Encyclopädie“, 15 volumes
- 10e (1851-1855) "Real-Encyclopädie“, 15 volumes
- 11e (1864-1868, supplément 1872-1873) "Real-Encyclopädie“, 15 volumes
- 12e (1875-1879) "Conversations-Lexikon“, 15 volumes
- 13e (1882-1887, supplément 1887) "Conversations-Lexikon“, 16 volumes
- 14e (1892-1895, supplément 1897, édition révisée 1898) "Konversations-Lexikon“, 16 volumes
- 15e (1928-1935) "Der Große Brockhaus“, 20 volumes + 1 supplément + 1 atlas
- 16e (1952-1957) "Der Große Brockhaus“, 12 volumes + 2 suppléments + 1 atlas
- 17e (1966-1974) "Brockhaus Enzyklopädie“, 20 volumes + 5 suppléments
- 18e (1977-1981) "Der Grosse Brockhaus“, 12 volumes + 9 suppléments
- 19e (1986-1994) "Brockhaus Enzyklopädie“, 24 volumes + 1 index des personnes (volume 25)

+ Deutsches Wörterbuch (dictionnaire allemand) (volumes 26 à 28)
+ Wörterbuch Deutsch-Englisch/Englisch-Deutsch (dictionnaire allemand-anglais) (volume 29, 1995)
+ 1 supplément (volume 30, 1996) + volume 31+ volume 32 + Atlas
- 20e (1996-1999) "Brockhaus. Die Enzyklopädie in 24 Bänden", 24 volumes
- 21e (2005-2006) "Brockhaus. Enzyklopädie in 30 Bänden", 30 volumes + DVD

aussi entièrement numérisé (sur une clé USB).

## Éditions abrégées
Outre l'encyclopédie complète, plusieurs éditions abrégées ont été publiées :
- En 1854, le Kleineres Brockhaus'sches Conversations-Lexikon für den Hausgebrauch ("Petite Encyclopédie Brockhaus pour l'usage domestique") en 4 volumes;
- Le Brockhaus’ Kleines Konversations-Lexikon ("Petite Encyclopédie Brockhaus") a été publié en deux volumes (multiples éditions);
- Der Volks-Brockhaus ("Le Brockhaus du Peuple"), version en un volume, a été publié en 1931. En 1941, il en était à la 9e édition, avec 794 pages.

Éditions abrégées plus récentes :
- Der Brockhaus in fünfzehn Bänden, 15 volumes, environ 140 000 entrées. Brockhaus, Mannheim. 2002 – 2e édition. 7 200 pages.  (ISBN 3-7653-2801-4)
- Brockhaus in zehn Bänden, 10 volumes, environ 150 000 entrées. Brockhaus, Mannheim. 1. édition. 2004. 7 360 pages.  (ISBN 3-7653-2450-7)
- Der Brockhaus in fünf Bänden, 5 volumes, environ 125 000 entrées. Brockhaus, Mannheim. 10e édition. 2003. 5 472 pages.  (ISBN 3-7653-1660-1)
- Der Brockhaus in drei Bänden, 3 volumes, environ 80 000 entrées. Bibliographisches Institut, Mannheim. 4e édition. 2006. 2 592 pages.  (ISBN 3-7653-1504-4)